# サンボマスター 究極ベスト
『サンボマスター 究極ベスト』（-きゅうきょく-）は、2011年4月6日にリリースされたサンボマスター初のベスト・アルバム。

## 概要
当初、2011年3月23日発売予定が、東北地方太平洋沖地震の影響で上記の発売日に変更。ジャケットはメジャー1枚目のアルバム「新しき日本語ロックの道と光」と同じ場所、同じアングルで撮影されており、1枚目のアルバムよりもメンバーの位置が中央寄りになっている。ブックレットにはメンバーによる楽曲解説を収載。
初回生産限定盤はメンバー選曲によるベストMV（11曲）・ベストライヴ（11曲）・デビューから現在までのライヴ映像で繋いだ「その10年分のぬくもりに用がある」を収録した2時間のDVD付（副音声入り）。DVD付アルバムおよび、CD2枚組のアルバムはサンボマスター初。
当初、レコード会社側からシングル集リリースを打診され、まず価格を決め、そこからCD・DVDともに容量ギリギリになるまで詰め込んだ。
DVDに関しては「もっと入れられるんじゃねえか」と、収録曲を増やそうとしたが画質を落とさなければならなくなるので諦めた。
「初回盤はすぐなくなってしまうから」の理由で、レコード会社に「初回限定でなく期間限定にできないか」と打診したが、内容と裏腹に破格の価格設定だったためその案は一蹴された。
本作が8年間在籍したMASTERSIX FOUNDATIONからの最後の作品。

## 収録曲
全作詞・作曲：山口隆　編曲：サンボマスター

### DISC.1 【サンボマスターグレイテストヒッツ】
1. 世界はそれを愛と呼ぶんだぜ（アルバムミックス）(5:11)
2. 希望の道(4:29)
3. 世界をかえさせておくれよ（アルバムミックス）(2:47)
4. できっこないを やらなくちゃ(3:37)
5. 光のロック(4:03)
6. 青春狂騒曲(4:50)
7. ラブソング(5:43)
8. 歌声よおこれ(5:15)
9. 君を守って 君を愛して（アルバムミックス）(4:48)
10. 美しき人間の日々（シングルミックス）(3:47)
11. very special!!（アルバムミックス）(4:30)
12. I Love You（アルバムミックス）(5:05)
13. きみのキレイに気づいておくれ(3:46)
14. 手紙(4:52)
15. 全ての夜と全ての朝にタンバリンを鳴らすのだ（アルバムミックス）(4:25)
16. 月に咲く花のようになるの(3:47)
17. そのぬくもりに用がある（アルバムミックス）(5:11)

### DISC.2 【日本語ロックの金字塔】/【あなたに贈る完全未発表音源】
1. さよならベイビー（日本語ロックの金字塔）(3:06)
2. これで自由になったのだ（日本語ロックの金字塔）(3:20)
3. 熱中時代（日本語ロックの金字塔）(3:37)
4. ふたり（日本語ロックの金字塔）(4:57)
5. 新しく光れ（日本語ロックの金字塔）(5:53)
6. 人はそれを情熱と呼ぶ（日本語ロックの金字塔）(4:18)
7. 週末ソウル（日本語ロックの金字塔）(4:31)
8. 夜汽車でやってきたアイツ（日本語ロックの金字塔）(4:16)
9. 想い出は夜汽車にのって（日本語ロックの金字塔）(4:33)
10. 愛しさと心の壁（日本語ロックの金字塔）(4:26)
11. 新しい朝（日本語ロックの金字塔）(6:39)
12. 朝（日本語ロックの金字塔）(4:47)
13. 愛しき日々（日本語ロックの金字塔）(4:15)
14. スーパーガール（新曲）（あなたに贈る完全未発表音源）(4:08)
15. 絶望と欲望と男の子と女の子（ライブテイク）（あなたに贈る完全未発表音源）(4:44)
16. 夜が明けたらNaked（あなたに贈る完全未発表音源）(5:14)
17. あなたといきたい（ライブテイク）（あなたに贈る完全未発表音源）(4:22)

#### DVD
ビデオクリップで綴るサンボマスター篇
1. 美しき人間の日々
2. 月に咲く花のようになるの
3. 歌声よおこれ
4. 世界はそれを愛と呼ぶんだぜ
5. I Love You
6. very special!!
7. 光のロック
8. ラブソング
9. できっこないを やらなくちゃ 〜とうまのとび箱篇〜
10. きみのキレイに気づいておくれ
11. 希望の道

日本語ロックの金字塔ライブ篇
1. さよならベイビー
2004年10月11日・渋谷La.mama 「男どアホウサンボマスター VS 銀杏BOYZ」 友情出演・峯田和伸 from 銀杏BOYZ
2. 世界はそれを愛と呼ぶんだぜ
2005年8月7日・「ROCK IN JAPAN FESTIVAL2005」GRASS STAGE(6:34)
3. 美しき人間の日々
2005年7月30日・「フジロック・フェスティバル2005」WHITE STAGE(3:59)
4. ひかりひとしずく
2008年4月6日・日比谷野外音楽堂 「音楽の子供はみな歌うツアー2008」(5:18)
5. 青春狂騒曲
2007年9月1日・両国国技館 「新しき日本語ロックキャンペーン2007 世界ロック選抜ファイナル」(5:03)
6. 二人ぼっちの世界
2006年5月11日・渋谷クラブクアトロ 「僕と君の全てをロックンロールと呼べツアー2006」(6:23)
7. 君を守って 君を愛して
2010年7月17日・ZEPP TOKYO 「きみのためにつよくなりたいツアー2010」(5:17)
8. 愛しき日々
2004年3月23日・新宿ロフト 「新しき日本語ロックの道と光ツアー」(4:38)
9. ラブソング
2010年7月17日・ZEPP TOKYO 「きみのためにつよくなりたいツアー2010」(9:56)
10. できっこないを やらなくちゃ
2010年7月17日・ZEPP TOKYO 「きみのためにつよくなりたいツアー2010」(4:09)
11. 世界をかえさせておくれよ
2010年8月7日・「ROCK IN JAPAN FESTIVAL2010」LAKE STAGE(3:13)
12. 10年分の「そのぬくもりに用がある」